# Carlos Regazzoni
Carlos Alberto Regazzoni (Comodoro Rivadavia, Chubut; 1 de diciembre de 1943 - Buenos Aires;  26 de abril de 2020) fue un escultor y pintor argentino, conocido por su arte de la chatarra, recuperando piezas en desuso de los ferrocarriles y aviones para convertirlas en esculturas.

## Biografía
Carlos Regazzoni nació en 1943 en Comodoro Rivadavia, en la provincia de Chubut. Fue a la escuela secundaria y luego abandonó, teniendo que vender querosene y fabricar juguetes en las calles del partido de Almirante Brown, en Buenos Aires, para subsistir. Con el arte empezó a los 19 años, en 1962, siendo mecenado por la galería de artistas de Teresa de Anchorena, formándose en la Escuela Superior de Bellas Artes Manuel Belgrano, en Buenos Aires, pero abandonó en primer año y siguió toda su vida como autodidacta, estableciendo su taller en el barrio de Retiro en 1984.
En 1991 se hace conocido en Francia a través de la presentación del film El Hábitat del Gato Viejo, dirigido por Franck Joseph, donde se retrata su vida como artista, que ganó un premio en un festival de cortometrajes en la ciudad de Vendôme, permitiendo que su obra, conocida en Argentina, adquiera proyección internacional.

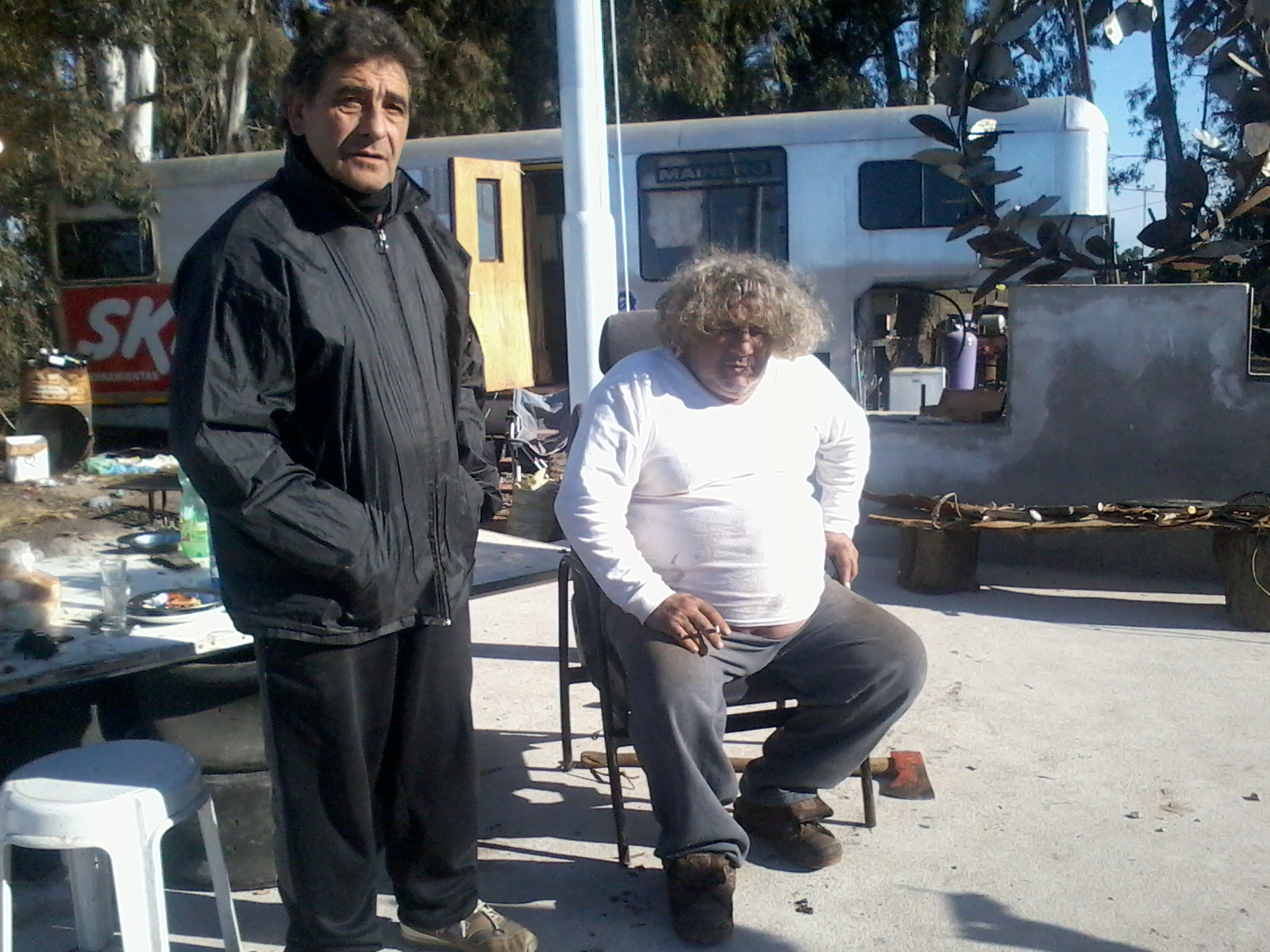
Regazzoni y Pepino en la ciudad de Balcarce, año 2011.

Su participación en el film despertó el interés de la empresa estatal Sociedad Nacional de Ferrocarriles Franceses (SNCF), que explota los ferrocarriles de ese país, por su técnica de recuperación de chatarra con fines artísticos, logrando hacer una exposición de pintura en la estación de París Este. Posteriormente Regazzoni realizó varios viajes a París, y la SNCF puso a su disposición un hangar en desuso en el 18º distrito de dicha ciudad. 
A lo largo de los siguientes diez años el artista, valiéndose de una legión de asistentes y empresarios, fue convirtiendo el hangar abandonado en su atelier, un taller de 6000 metros cuadrados donde acumuló pinturas, esculturas, frescos, cocinas, baños, despachos y pequeños ateliers de otros artistas como el escultor español Paco Puyuelo o el fotógrafo francés Marc Lavaud. 
Una vez consolidada su reputación como artista alternativo, siendo declaradas sus obras de interés popular a nivel nacional, las autoridades parisinas lo invitaron a participar de una exposición financiada por el Estado francés enmarcada en la conmemoración de los 100 años de la historia aeronáutica francesa, la Exposition Cent ans de l'aéronautique française, en la Avenida de los Campos Elíseos. Esta muestra marcó el punto más alto de su carrera artística en París y el período donde, sus pinturas y esculturas, alcanzaron sus valores más altos.
En 2005, después de que la ciudad de París compró el terreno, que decidió rehabilitar el lugar bajo el proyecto ZAC Pajol, se ordenó al artista que abandonara el lugar. Lo hizo en 2006 después de negociaciones con el ayuntamiento, a cargo de Bertrand Delanoë, debiendo trasladar sus esculturas a un château propiedad de un fanático en Fontaine-Française.
Regresó a Argentina y ubicó su atelier en Buenos Aires, en los galpones y vagones de la estación ferroviaria de Retiro. Allí encuentra su herramienta de trabajo favorita, el soldador, y recibía visitantes en lo que llamó su castillo ferroviario, junto a una granja y huerta, que preveía a su bodegón, El gato viejo, donde el propio artista cocinaba.
En 2015 fue declarado Personalidad Destacada de la Cultura de la Ciudad de Buenos Aires, y recibió el Gran Premio del 28º Festival de Pintura de Cannes-sur-Mer, en Francia. Falleció el 26 de abril de 2020, a los setenta y seis años, en el Hospital Italiano de Buenos Aires, donde era tratado de una infección urinaria, complicada por un cáncer de vejiga.

## Obras
Ya sea en París durante sus años de residencia como artista, o en Argentina, en su castillo ferroviario de Retiro, los hangares en desuso fueron su lugar de trabajo o de exhibición que albergaban sus creaciones y su equipo de recuperación, transformando vagones y aviones en esculturas, ya que consideraba que «Los aviones y los trenes son las mejores epopeyas de la era industrial». Se inspiraba en el «poder inimaginable de la chatarra», extraído de los cadáveres de aviones o trenes, pero también del trabajo de la empresa Aeroposta Argentina S. A., con sus pioneros en correo aéreo, los pilotos Jean Mermoz y Antoine de Saint-Exupéry, que unieron a Argentina con el resto del mundo en su aeronave Latécoère 28. A menudo se lo compara con Salvador Dali, tanto por su comportamiento escandaloso como por su modo de comunicación o su relación con el dinero.
Ha realizado diversas obras, de magnitudes considerables, casi todas hechas con sobras de vías y pedazos de vagones en desuso. El artista realizó obras inspiradas en personajes de la literatura, héroes e insectos -casi siempre hormigas- a las que emplazó en varios carteles de la avenida del Libertador en el barrio porteño de Retiro, y en ciudades como Pico Truncado, Bariloche, Azul, Neuquén, Ushuaia, Esquel y Balcarce. Además, diversos cuadros pintado por Regazzoni se exhiben en prestigiosos museos, tanto en Buenos Aires (por ejemplo, el MALBA) como en París. Entre ellos, un caballero primo de los relojes Don Quijote, vestido con su armadura de recuperación; un conductor con casco que ocupa la cabina de un automóvil de carreras pero no participará en ninguna competencia; un proyecto de una obra colosal en Bariloche, para la cual el artista fue convocado para hacer una escultura en recordatorio a los indígenas de esa región; y una escultura haciendo honor a los primeros seres vivos se concentra en el Bridasaurio, en Pico Truncado.

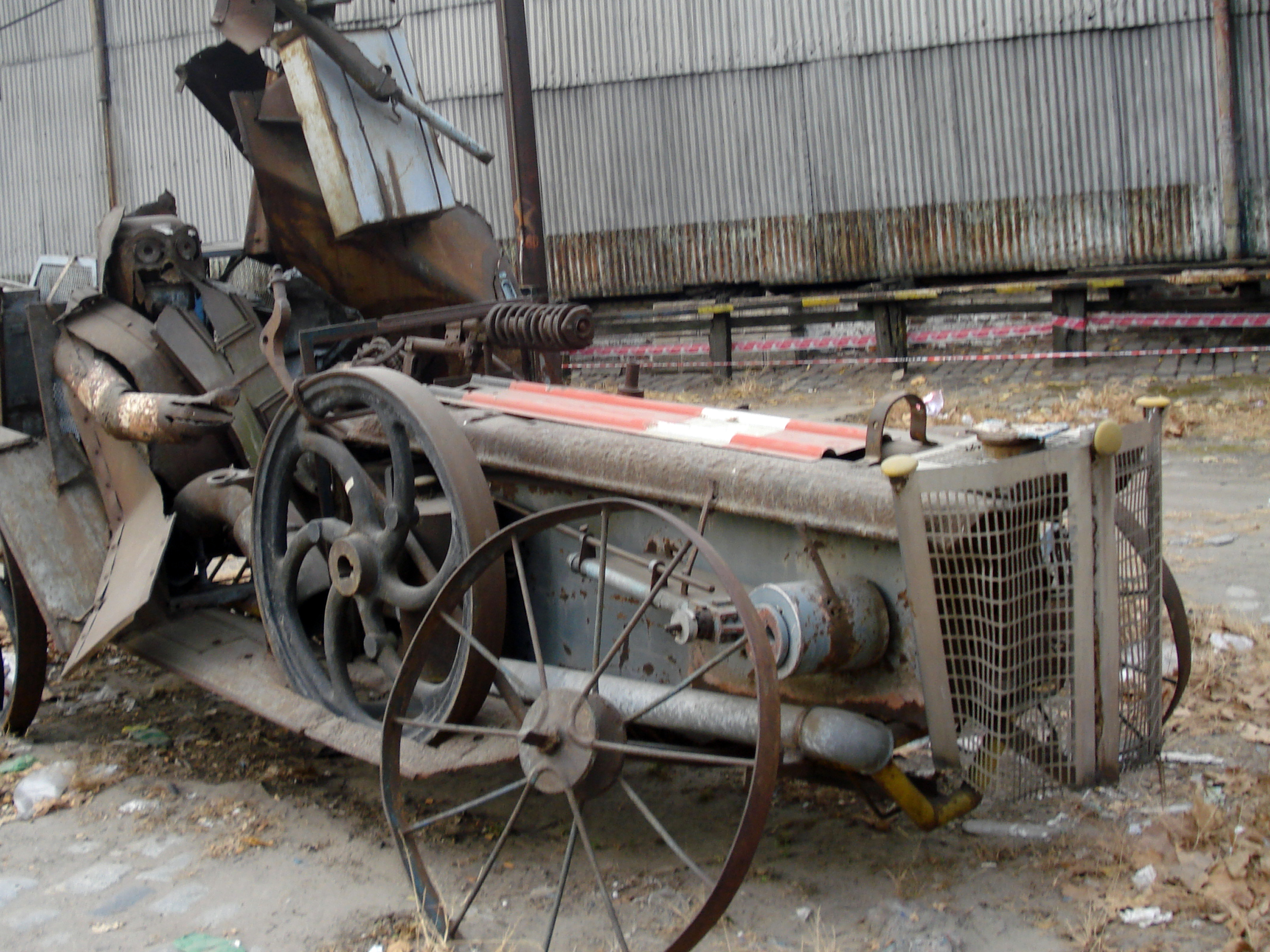
Vehículo improbable
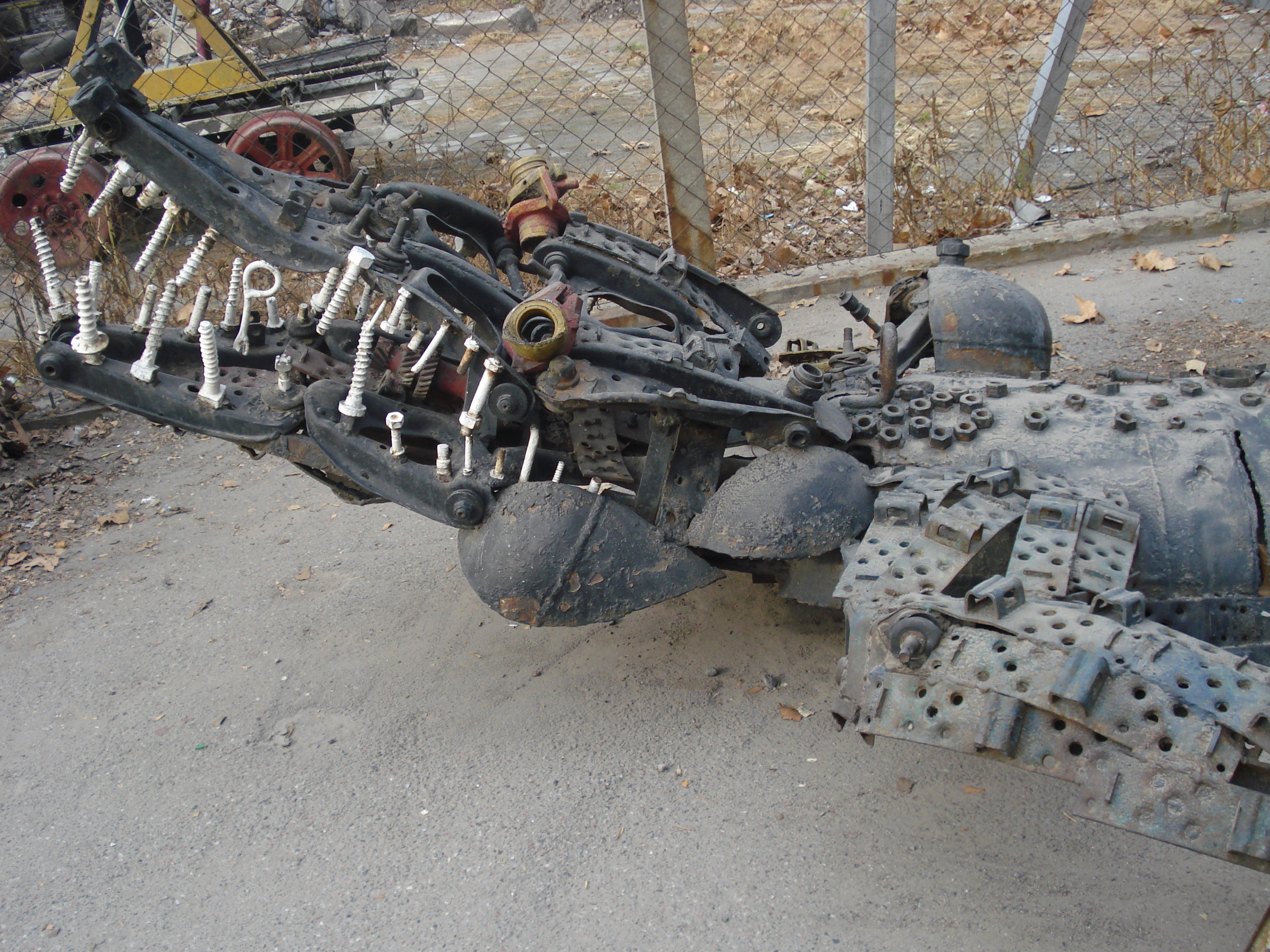
Cocodrilo